# DELE C1
El Diploma de Español como Lengua Extranjera Nivel C1 (DELE C1) constituye un título que certifica el grado de competencia y dominio del español como lengua extranjera a nivel C1 del Marco Común Europeo de Referencia para las lenguas.  
Quien aprueba este diploma es capaz de comprender una amplia variedad de textos extensos y con cierto nivel de exigencia, así como reconocer en ellos sentidos implícitos; cuando sabe expresarse de forma fluida y espontánea sin muestras muy evidentes de esfuerzo para encontrar la expresión adecuada; cuando puede hacer un uso flexible y efectivo del idioma español para fines sociales, académicos y profesionales y cuando puede producir textos claros, bien estructurados y detallados sobre temas de cierta complejidad, mostrando un uso correcto de los mecanismos de organización, articulación y cohesión del texto.
El Instituto Cervantes otorga este título en nombre del  Ministerio de Educación y Ciencia de España. La Universidad de Salamanca participa en la elaboración de los contenidos y su evaluación. 